# Absdorf (Gemeinde Statzendorf)
Absdorf (auch Absdorf an der Fladnitz) ist eine Ortschaft und eine Katastralgemeinde der Gemeinde Statzendorf im Bezirk Sankt Pölten-Land in Niederösterreich. Die Ortschaft hat 536 Einwohner (Stand 1. Jänner 2024).

## Geografie
Der Ort befindet sich westlich von Statzendorf. Zur Ortschaft zählt auch die Bahnsiedlung und die Neue Siedlung, die unmittelbar beim Bahnhof Statzendorf liegen, welcher sich auf dem Gebiet der Katastralgemeinde Absdorf befindet. Ganz im Osten fließt der Fladnitzbach durch die Katastralgemeinde.

## Geschichte
Die erstmaligen Nennungen des Ortes stammen aus den Jahren 1125 und 1147. Im 18. Jahrhundert wurde der Ort mit Abtsdorf oder Abatesdorf bezeichnet. Im Osten des Ortes befand sich ein den Grafen Colloredo gehörendes Landgut, das mit den Herrschaften Walpersdorf und Einöd verbunden war.
Im Jahr 1822 wird der Ort als ein Dorf mit 14 Häusern beschrieben, das nach Statzendorf eingepfarrt war; auch die Kinder wurden in Statzendorf eingeschult. Die Ortsobrigkeit besaß die Herrschaft Walpersdorf, die auch die Landgerichtsbarkeit ausübte und die Konskription durchführte.
Im Jahr 1938 waren laut Adressbuch von Österreich in Absdorf ein Fuhrwerksunternehmer samt Brennstoff- und Holzhandel, ein Gastwirt, ein Glaser, ein Maler und Anstreicher, ein Schmied, eine Schneiderin, ein Tischler und ein Wagner ansässig. Weiters gab es um den Ort zwei Ziegeleien.
Nordwestlich von Absdorf bestand im 19. Jahrhundert ein kleiner Bergbaubetrieb, der in Hermannschacht und Anzenhof Glanzkohle abbaute. Diese wurde mit einer Werksbahn in die Kohlensortieranlage zum Bahnhof Statzendorf gebracht und anschließend verladen. Aufgrund der geringen Ausbeute befand sich der Betrieb seit 1940 in Liquidation, wurde aber bis in die 1960er Jahre aufrechterhalten. Zwischen dem Bahnhof und dem Ort befindet sich noch heute das ehemalige Verwaltungsgebäude des Betriebes.

## Sehenswürdigkeiten
- schlossartig ausgebauter, herrschaftlicher Gutshof, Denkmalschutz (Listeneintrag).